# Stierfessel
Koordinaten: 50° 2′ 32,4″ N, 11° 3′ 13″ O
Der Stierfessel ist eine als Naturdenkmal ausgewiesene, periodische Karstquelle bei Oberküps, einem Ortsteil von Ebensfeld in Oberfranken.

## Beschreibung
Der Stierfessel liegt auf der rechten Talseite des obersten Kellbaches, östlich von Oberküps. Nur an manchen Tagen im Jahr schüttet der Hungerbrunnen. Das Quellwasser des Stierfessels entspringt dann dem Malm des Frankenjura.
Die Karstquelle Stierfessel ist vom Bayerischen Landesamt für Umwelt als wertvolles Geotop (Geotop-Nummer: 478Q001) ausgewiesen.